# Hemigalinae
Los hemigalinos (Hemigalinae) son una subfamilia de mamíferos carnívoros de la familia Viverridae. Contiene cuatro géneros de civetas propias del Sureste Asiático.

## Géneros
Se han descrito los siguientes géneros:
- Chrotogale
- Cynogale
- Diplogale
- Hemigalus